# Anthrenoides antonii
Anthrenoides antonii là một loài Hymenoptera trong họ Andrenidae. Loài này được Urban mô tả khoa học năm 2005.